# George Beurling
George Fredrik Buzz Beurling (Quebec, 6 de diciembre de 1921 - Roma, 20 de mayo de 1948) fue un piloto de cazas que sirvió a la Real Fuerza Aérea británica y a la Real Fuerza Aérea Canadiense. Fue considerado un As durante la Segunda Guerra Mundial.

## Biografía
George Beurling nació en el pueblo de Verdún (Montreal), provincia de Quebec, Canadá en 1921. Su padre era de ascendencia sueca y madre inglesa, ambos eran inmigrantes asentados en Pointe-Saint-Charles. Beurling demostró desde los 6 años un marcado interés por ser aviador desde que su padre le regalará una maqueta de un avión. Sus padres deseaban que se formara en la Universidad de MgGill como un asesor comercial; pero George Beurling solo estaba interesado en obtener una licencia de piloto comercial y lo logró a los 15 años con 150 horas de vuelo. Dejó la formación académica curricular e intentó emigrar a otros países para ser admitido como piloto militar; pero por falta de documentación fue repatriado a Canadá. Finalmente encontró trabajo como piloto de cargueros aéreos en Gravenhurst , Ontario donde trabajó hasta 1938.
Ante la inminencia de un conflicto en Europa, intentó enrolarse en la Fuerza Aérea Canadiense, pero por su falta de preparación académica fue rechazado. Hizo un intento de enrolarse en la Fuerza Aérea Finlandesa en conflicto con la Unión Soviética pero no lo consiguió por el rechazo de sus padres.
Después de una accidentada travesía de ida y vuelta a través del Atlántico, fue aceptado en las filas de la Unidad de Entrenamiento Operativo n.º 7 con base en Hawarden de la Real Fuerza Aérea y formado para pilotar un Supermarine Spitfire donde demostró sobresalientes habilidades de vuelo y tener innato instinto de piloto; pero su falta de preparación académica le jugaba en contra, sumado a que demostraba una marcada personalidad excéntrica y se auto aislaba del resto de sus pares.
Durante el entrenamiento, Beurling demostró tener una extraordinaria vista de largo alcance y desarrolló no sin dificultad la habilidad de disparar por deflexion del objetivo hasta hacerse muy hábil en esta forma de combatir.
Finalmente y con el rango de sargento fue enviado a formar parte del Escuadrón 403.º con base en Essex, su misión rutinaria consistía en escoltar formaciones de bombarderos durante la Batalla de Inglaterra, Beurling era asignado a formar parte del puesto de "cola de escolta", una posición incómoda en la formación de combate y habitualmente se descolgaba súbitamente sin recibir instrucciones para realizar reconocimientos de enemigos que no eran detectados por el resto de los pilotos de la escolta. Durante ese tiempo, no obtuvo ningún derribo enemigo.
A principios de 1942, un cambio de política por parte de la Real Fuerza Aérea Canadiense requería que sus escuadrones contaran con personal de la RCAF. Debido a que Beurling había permanecido técnicamente como miembro de la RAF, fue enviado al 41 Escuadrón RAF en Sussex.
Estando en ese lugar, su personalidad excéntrica y la habitual antipatía a los extranjeros de los ingleses produjo rechazo social de sus pares y Beurling apodado como the screwall (excéntrico) se convirtió en el indeseado del escuadrón.

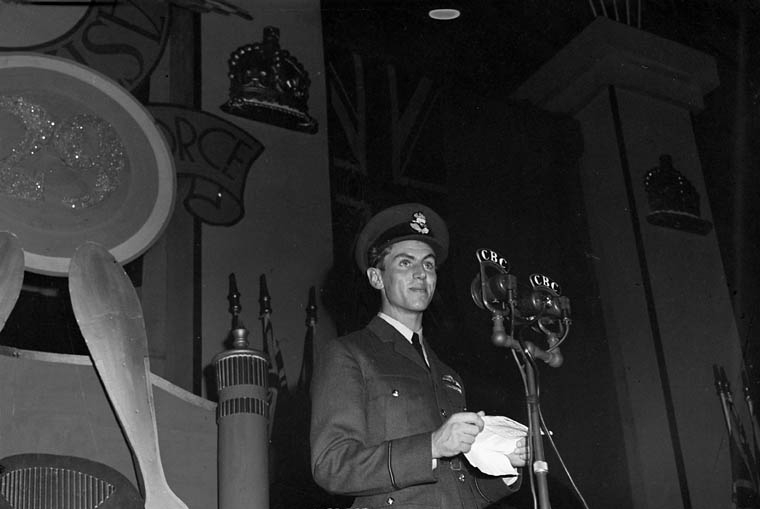
Beurling en un discurso en 1942

El 1 de mayo de 1942, Beurling estando en su puesto de cola de vuelo, avistó aviones enemigos antes que cualquiera de los otros pilotos mientas escoltaba bombarderos en el paso de Calais, se descolgó sin avisar y realizó su primer derribo, un Focke-Wulf Fw 190. No obstante este logro fue duramente reprendido por su manifiesta indisciplina y esto lo hizo aún más impopular, cuando se dio la oportunidad, sus superiores lo reasignaron al Escuadrón n.º 249 RAF con base en Malta, Beurling partió a un destino bastante poco apetecido por el resto de sus pares siendo embarcado en el HMS Eagle donde recibió entrenamiento de despegue y aterrizaje en portaviones.

### As de aviación

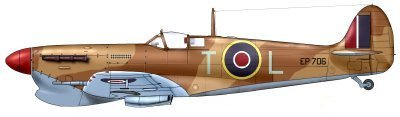
Figura del Supermarine Spitfire de Beurling usado en Malta.

La Isla de Malta estaba bajo férreo bloqueo por parte de fuerzas del Eje, y Beurling llegó como parte del refuerzo aéreo después de despegar junto a otros 32 pilotos desde el HMS Eagle el 9 de junio de 1942. Beurling se adaptó rápidamente al ambiente y no presentó la indisciplina de su conducta anterior.
El 12 de junio, su escuadrón trabó combate con una bandada de Messerschmitt Bf 109 donde afirmó haber derribado uno por tiro en deflexión, pero no se pudo acreditar. Luego, en sucesivos combates con aeronaves italianas, Beurling se enfrasco en combate y afirmó haber derribado dos CANT Z 1007 y un Bf 109 destruido con una certera ráfaga desde 730 m, su aparato sufrió graves daños en el encuentro.
El 10 de julio Beurling se enfrascó en un feroz combate con varios Macchi C.202 y bajó dos convirtiéndose en un "as" con el sobrenombre de El halcón de Malta.
Los sucesivos triunfos de Beurling hicieron de él un personaje muy popular; se le cambió su apodo de Screwall a Buzz y fue aceptado en su grupo aéreo haciendo amigos y admiradores a pesar de su reconocida personalidad excéntrica.
Para el 12 de julio, mientras realizaba la búsqueda de un compañero desaparecido junto a su oficial de vuelo Erik Hetherington, se topó con un grupo de cazas italianos Reggiane Re.2001, hacia los que atacó a muy corta distancia ametrallando sus carlingas desintegrándolas, esta tendencia de combate asesina se le hizo propia y habitual por lo que no contribuyó a su prestigio.
No obstante estos triunfos, Beurling fue reconocido como un aviador letal siendo señalado por el adversario como blanco primario y derribado en más de una ocasión u obligado a aterrizar forzosamente en varias ocasiones con su avión convertido en criba, pero volviendo a su base indemne.
El 23 de julio, destruyó a otro caza italiano Reggiane Re.2002 Folgore y dañó a un bombardero alemán Junkers Ju 88. El 27 de julio derribó a un as italiano, Furio Niclot Doglio y su avión pareja pilotado por Faliero Gelli, ambos pilotaban un Macchi M.C.202. El 29 de julio derribó un Bf 109.
El 8 de agosto de 1942, se topó con un Junkers Ju 88 y lo derribó con la misma tendencia letal de ametrallar las carlingas de sus adversarios a corta distancia.
A mediados de agosto enfermó de disentería junto a varios miembros del escuadrón y tuvo que pasar en un hospital de campaña.
Una vez recuperado, Beurling volvió al combate y derribó el 25 de septiembre dos Bf 109 y dañó fatalmente a un tercer piloto que falleció al llegar a su base.
En octubre de 1942, realizó sus últimos siete derribos sobre Malta y fue enviado a bordo de un Liberator B-24 a Gibraltar, el bombardero capotó en la pista y se fue contra el mar, una vez más, Beurling salvó la vida junto a dos supervivientes al saltar antes de que impactara el agua y fueron rescatados.
En Inglaterra fue condecorado con la Orden del Servicio Distinguido, la Cruz de vuelo distinguido y la dos barras de vuelo distinguido, pero no pudo volver al frente de batalla.

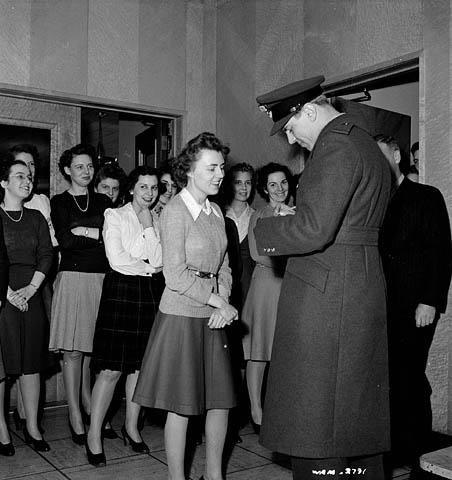
Beurling firmando autógrafos en Ontario, Canadá en 1943.

Fue enviado a Canadá, donde fue recibido como un héroe y realizó campaña para la venta de Bonos de guerra, en estas alocuciones de público en general, Beurling fue muy gráfico en develar detalladamente y sin filtro como mataba a sus enemigos y fue considerado por la opinión pública como un personaje fuera de sus cabales, por tanto su figura se tornó reprochable. Beurling se casó en 1943 Vancouver con Diana Whittall, una enfermera que conoció mientras estuvo un tiempo atendido de su salud.
Fue enviado a Inglaterra como teniente y enviado al Campo de entrenamiento de Sutton Bridge, Lincolnshire donde no fue bien recibido debido a su alarde como aviador letal. Tuvo la oportunidad de combatir como oficial de la RCAF en los cielos de Francia y abatió sus dos últimos derribos con la misma tendencia asesina, su lista de derribos sumó y cerró en 31 victorias confirmadas y una sin confirmar.
Permaneció en Canadá donde fue capacitado en el manejo del P-51 Mustang que dominó rápidamente; pero debido a su siniestra fama sumado a su excéntrica e indisciplinada personalidad, rasgos que se fueron acentuando cada vez más, fue retirado de la Real Fuerza Aérea Canadiense y obligado a retornar a la vida civil a Canadá en 1944. Intentó alistarse en la USAF pero la mala reputación persistía y fue rechazado, para cuando terminó la guerra en julio de 1945 en Europa, su breve matrimonio también sucumbió.
Después de la guerra, Beurling fue reclutado para ser parte de la Fuerza Aérea Israelí y trasladado desde Canadá a Italia en un avión de transporte militar Noorduyn Norseman, pero este aparato capotó e incendió cerca de Roma falleciendo Beurling en el accidente el 20 de mayo de 1948.
Sus restos actualmente descansan en el cementerio de Monte Carmelo en Haifa, Israel.